# Dasychira isozyga
Dasychira isozyga är en fjärilsart som beskrevs av Collenette 1960. Dasychira isozyga ingår i släktet Dasychira och familjen tofsspinnare. Inga underarter finns listade i Catalogue of Life.